# Mimosa mainaea
Mimosa mainaea är en ärtväxtart som beskrevs av Villiers. Mimosa mainaea ingår i släktet mimosor, och familjen ärtväxter. Inga underarter finns listade i Catalogue of Life.